# Prosthechea barbozae
Prosthechea barbozae är en orkidéart som beskrevs av Franco Pupulin. Prosthechea barbozae ingår i släktet Prosthechea och familjen orkidéer.
Artens utbredningsområde är Costa Rica. Inga underarter finns listade i Catalogue of Life.